# Planalto-Tapaculo
Der Planalto-Tapaculo (Scytalopus pachecoi) zählt innerhalb der Familie der Bürzelstelzer (Rhinocryptidae) zur Gattung Scytalopus.
Früher wurde die Art als Unterart (Ssp.) des Maustapaculos (Scytalopus speluncae) angesehen und als Scytalopus speluncae pachecoi bezeichnet, im Jahre 2005 jedoch als eigenständige Art beschrieben.
Die Art kommt im Süden Brasiliens in den Bundesstaaten Rio Grande do Sul und Santa Catarina und im Nordosten Argentiniens in der Provinz Misiones vor.
Das Verbreitungsgebiet umfasst Sekundärwald und Waldränder, gerne in der Nähe von Gewässern und in Bambus-Dickicht bis 1500 m Höhe.
Das Artepitheton bezieht sich auf José Fernando Pacheco.

## Merkmale
Der Vogel ist etwa 12 cm groß und wiegt um die 15 g. Dieser Tapaculo ist mausgrau mit ziemlich gleichmäßig grauer Unterseite, die Flanken sind gelb- oder rotbraun mit deutlicher schwärzlicher Bänderung, was die Art vom Maustapaculo (Scytalopus speluncae) unterscheidet. Der Schwanz ist mit 38–45 mm ziemlich kurz. Die Iris ist dunkelbraun, der Schnabel schwärzlich, die Füße bräunlich. Beim Weibchen ist mehr Braun im Gefieder zu sehen.
Die Art ist monotypisch.

## Stimme
Der Gesang wird als ein oft länger als eine Minute wiederholter einfacher Laut beschrieben, der gegen Ende der Folge schneller wird. Gegenüber dem Maustapaculo (Scytalopus speluncae) ist der Ruf langsamer und endet mitunter mit einem schnellen Finaltriller.

## Lebensweise
Die Nahrung besteht aus Gliederfüßern, die im Unterholz gern zwischen Bromeliengewächsen und Bambusgeflechten gesucht werden.
Über die Brutzeit ist nichts Genaues bekannt. Das Gelege besteht wohl aus zwei Eiern.

## Gefährdungssituation
Der Bestand gilt als nicht gefährdet (Least Concern).